# Andra Manson
Andra Manson (Estados Unidos, 30 de abril de 1984) es un atleta estadounidense especializado en la prueba de salto de altura, en la que consiguió ser medallista de bronce mundial en pista cubierta en 2008.

## Carrera deportiva
En el Campeonato Mundial de Atletismo en Pista Cubierta de 2008 ganó la medalla de bronce en el salto de altura, con un salto por encima de 2.30 metros, tras el sueco Stefan Holm (oro con 2.36 metros) y el ruso Yaroslav Rybakov (plata con 2.34 metros).